# Biafraoorlog
De Biafraoorlog was een burgeroorlog tussen het centrale gezag in Nigeria en de opstandige regio Biafra in de periode 1967-1970. Dit conflict was het resultaat van economische, etnische, culturele en religieuze spanningen tussen de christelijke Igbo en de islamitische Haussa-Fulani. Deze oorlog kwam vooral in het nieuws doordat de burgerbevolking in Biafra werd uitgehongerd. Dit leverde voor het eerst tv-beelden op van een hongerende Afrikaanse bevolking.

## Verloop
In 1966 waren honderdduizenden Igbo uit het noorden terug naar hun stamland gevlucht na slachtpartijen waarbij duizenden onder hen waren vermoord. Achtergrond van de pogroms was een tribale machtsstrijd tussen politieke elites. Toen de Oost-Nigeriaanse Igbo-gouverneur Chukwuemeka Ojukwu van de centrale regering onvoldoende garanties kreeg ter bescherming van zijn volk, kondigde hij op 30 mei 1967 eenzijdig de onafhankelijkheid van zijn gebied af. Ook onvrede met de administratieve herindeling van de regio speelde hierin mee. De reactie van de federale militaire regering was niet mild: generaal-majoor Yakubu Gowon kondigde de algemene mobilisatie af, liet de oostelijke havens blokkeren en dreigde met zware economische sancties. 
Daarop brak een bloedige strijd uit. Owerri en Port Harcourt werden veroverd door de federale troepen en op 22 april 1969 werd de tijdelijke hoofdstad van Biafra, Umuahia, veroverd. Maar in dezelfde maand wist Biafra Owerri te heroveren en de federale troepen op enkele plaatsen terug te dringen. Biafra had een eigen luchtmacht onder leiding van de Zweedse graaf Carl Gustaf von Rosen, die met kleine vliegtuigjes er een tijd in slaagde de Nigeriaanse olieproductie ernstig te verstoren. Met Britse militaire steun en de levering van vliegtuigen en artillerie door de Sovjet-Unie keerden de krijgskansen definitief. In januari 1970, na tweeënhalf jaar strijd en nadat bemiddelingspogingen hadden gefaald, eindigde de oorlog door capitulatie van Biafra. Een half à twee miljoen Biafranen zijn in moordpartijen en van ontbering omgekomen. Ook waren er bombardementen op burgerdoelwitten door de Nigeriaanse luchtmacht.

## Genocide
De Biafranen en hun nageslacht bestempelen de gebeurtenissen als genocide door de toenmalige Nigeriaanse regering, ook al wordt dat niet internationaal erkend.

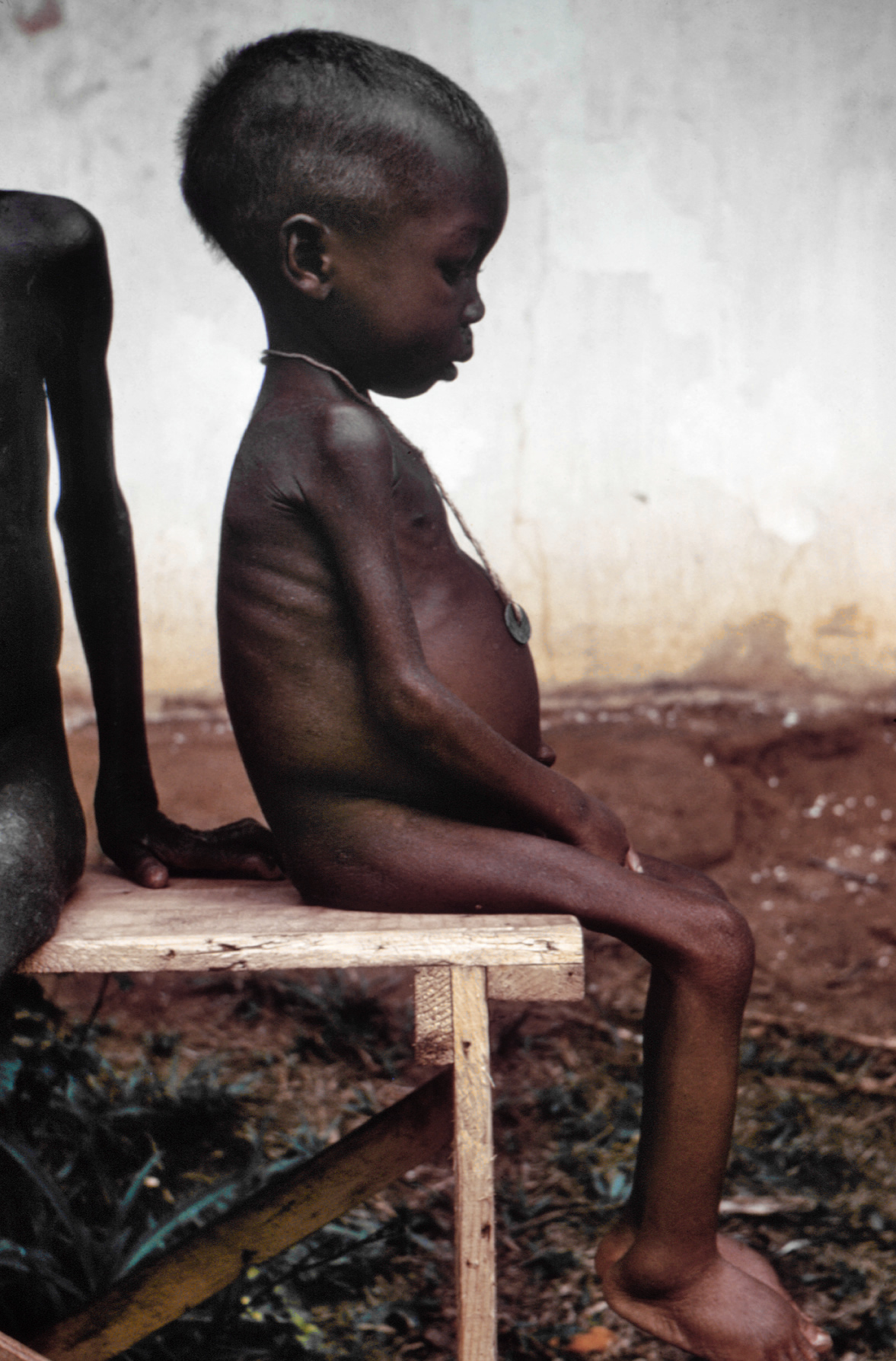
Een meisje op een stoel in een vluchtelingenkamp met alle kenmerken van de ondervoedingsziekte kwashiorkor.